# Павловка (Назаровский район)
Павловка — село в Назаровском районе Красноярского края России. Административный центр Павловского сельсовета.

## География
Село расположено в 52 км к западу от райцентра Назарово.

## Население
| 2010 |
| ---- |
| 928  |

Гендерный состав
По данным Всероссийской переписи населения 2010 года 428 мужчин и 500 женщин из 928 чел.

## Известные уроженцы
Евгения Стеблинская (1995) — российская регбистка, мастер спорта по регби, член сборной России.